# Timmonsville
Timmonsville is een plaats (town) in de Amerikaanse staat South Carolina, en valt bestuurlijk gezien onder Florence County.

## Demografie
Bij de volkstelling in 2000 werd het aantal inwoners vastgesteld op 2315.
In 2006 is het aantal inwoners door het United States Census Bureau geschat op 2375, een stijging van 60 (2,6%).

## Geografie
Volgens het United States Census Bureau beslaat de plaats een oppervlakte van
6,7 km², geheel bestaande uit land. Timmonsville ligt op ongeveer 42 m boven zeeniveau.

## Plaatsen in de nabije omgeving
De onderstaande figuur toont nabijgelegen plaatsen in een straal van 24 km rond Timmonsville.

## Geboren in Timmonsville
- Cale Yarborough (1939-2023), autocoureur